# Vitis retordii
Vitis retordii là một loài thực vật hai lá mầm trong họ Nho. Loài này được Rom. Caill. ex Planch. miêu tả khoa học đầu tiên năm 1887.